# 段景住

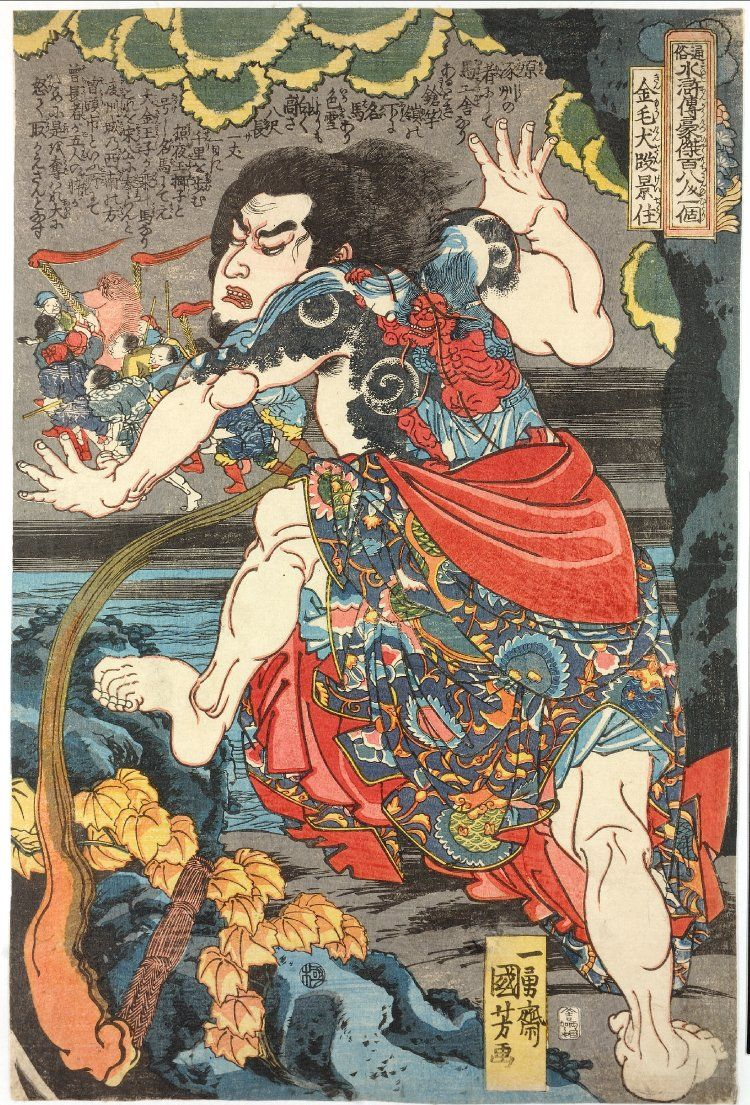
段景住

段 景住（だん けいじゅう）は、中国の小説で四大奇書の一つである『水滸伝』の登場人物。
梁山泊第百八位の好漢。地狗星の生まれ変わり。痩せた大男で、赤い髪と黄みがかった髭を持つため金毛犬（きんもうけん）の渾名を持つ。金国王子の名馬を盗み、それを手土産に梁山泊に参加しようとしたが、曾家の兄弟に強奪される。これをきっかけにして梁山泊と曾頭市の戦いが起こり、晁蓋が戦死する結果となった。馬の目利きに優れるが武術はからっきしで、馬を調達するたびに強奪されている。梁山泊では最下位の席次に収まり、歩兵軍の伝令を司る頭領となる。

## 生涯
登場は六十回。涿州の出身で金国との国境沿いで馬泥棒をしていた。照夜玉獅子と呼ばれる金国王子の愛馬を盗み、梁山泊入りの土産にするため旅をしていたところ、凌州の曾頭市で曾家の五虎に奪われる。梁山泊に向かって宋江に泣きつき、曾頭市との戦いを勃発させた。晁蓋が史文恭の矢に当たって戦死したために撤兵すると、宋江の命で楊林、石勇と共に馬を買い付けに北方へ向かう。200頭の馬を調達したところ郁保四に奪われ、出兵していた林冲の陣中に駆け込んで報告した。
方臘討伐のさなか、呉用の命で侯健と共に張横、阮小七が率いる水軍につけられる。途中大風で船が壊れて水中に投げ出され、泳ぎが出来なかったため溺れて死んだ。